# Pseudicius originalis
Pseudicius originalis là một loài nhện trong họ Salticidae.
Loài này thuộc chi Pseudicius. Pseudicius originalis được Marek Żabka miêu tả năm 1985.